# Robert Seidel (Philologe)
Robert Seidel (* 16. Juni 1962 in Darmstadt) ist ein deutscher Germanist.
Seit 2003 ist er Professor für Neuere Deutsche Literaturwissenschaft / Frühe Neuzeit und Rhetorik an der Goethe-Universität Frankfurt am Main.
Seidel legte sein Abitur am Ludwig-Georgs-Gymnasium in Darmstadt ab. Von 1982 bis 1989 studierte er Latein, Griechisch und Germanistik, was er mit dem ersten Staatsexamen abschloss, und von 1988 bis 1991 promovierte er. Von 1991 bis 1993 durchlief er ein Lehramtsreferendariat. Von 1993 bis 1995 war er als wissenschaftlicher Mitarbeiter am Germanistischen Seminar der Universität Heidelberg tätig. Von 1995 bis 2001 fungierte er als Hochschulassistent von Wilhelm Kühlmann an der Universität Heidelberg.
Seidel wurde in den wissenschaftlichen Beirat des Ludwig-Boltzmann-Instituts für Neulateinische Studien und zum Mitglied der Hessischen Historischen Kommission gewählt.

## Veröffentlichungen
- Späthumanismus in Schlesien. Caspar Dornau (1577–1631). Leben und Werk (= Frühe Neuzeit. 20). Niemeyer, Tübingen 1994, ISBN 3-484-36520-X (Zugleich: Heidelberg, Universität, Dissertation, 1991).
- Literarische Kommunikation im Territorialstaat. Funktionszusammenhänge des Literaturbetriebs in Hessen-Darmstadt zur Zeit der Spätaufklärung (= Frühe Neuzeit. 83). Niemeyer, Tübingen 2003, ISBN 3-484-36583-8 (Zugleich: Heidelberg, Universität, Habilitations-Schrift).
- mit Julian Paulus: Opitz-Bibliographie. 1800–2002. Palatina-Verlag, Heidelberg 2003, ISBN 3-932608-03-8 bei Google Books bei Academia